# Echtes Herzgespann
Das Echte Herzgespann (Leonurus cardiaca) oder kurz Herzgespann, auch Löwenschwanz oder Herzspannkraut genannt, ist eine Pflanzenart aus der Gattung Leonurus innerhalb der Familie der Lippenblütler (Lamiaceae).

## Beschreibung

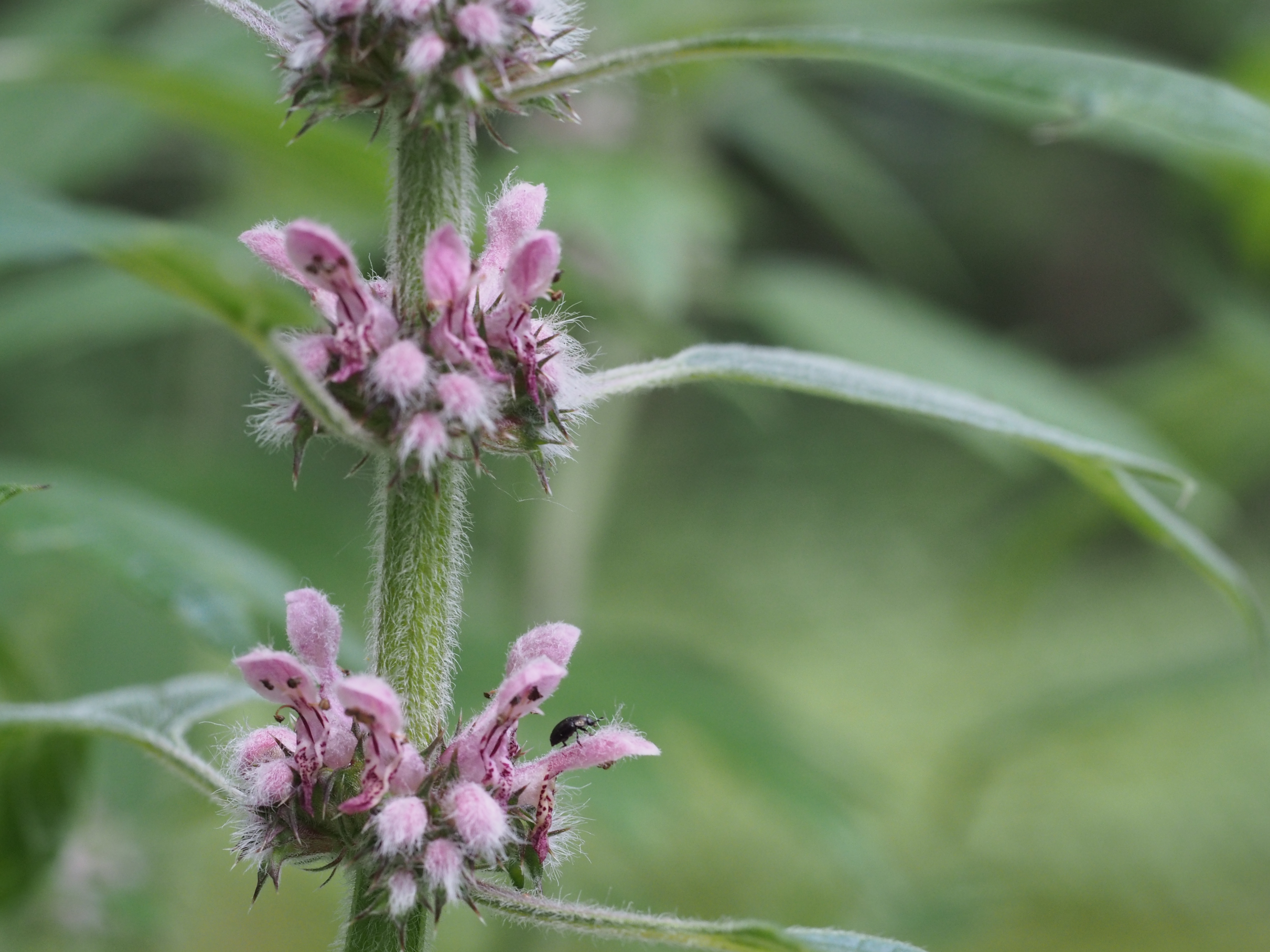
Ausschnitt eines Blütenstand mit Quirlen

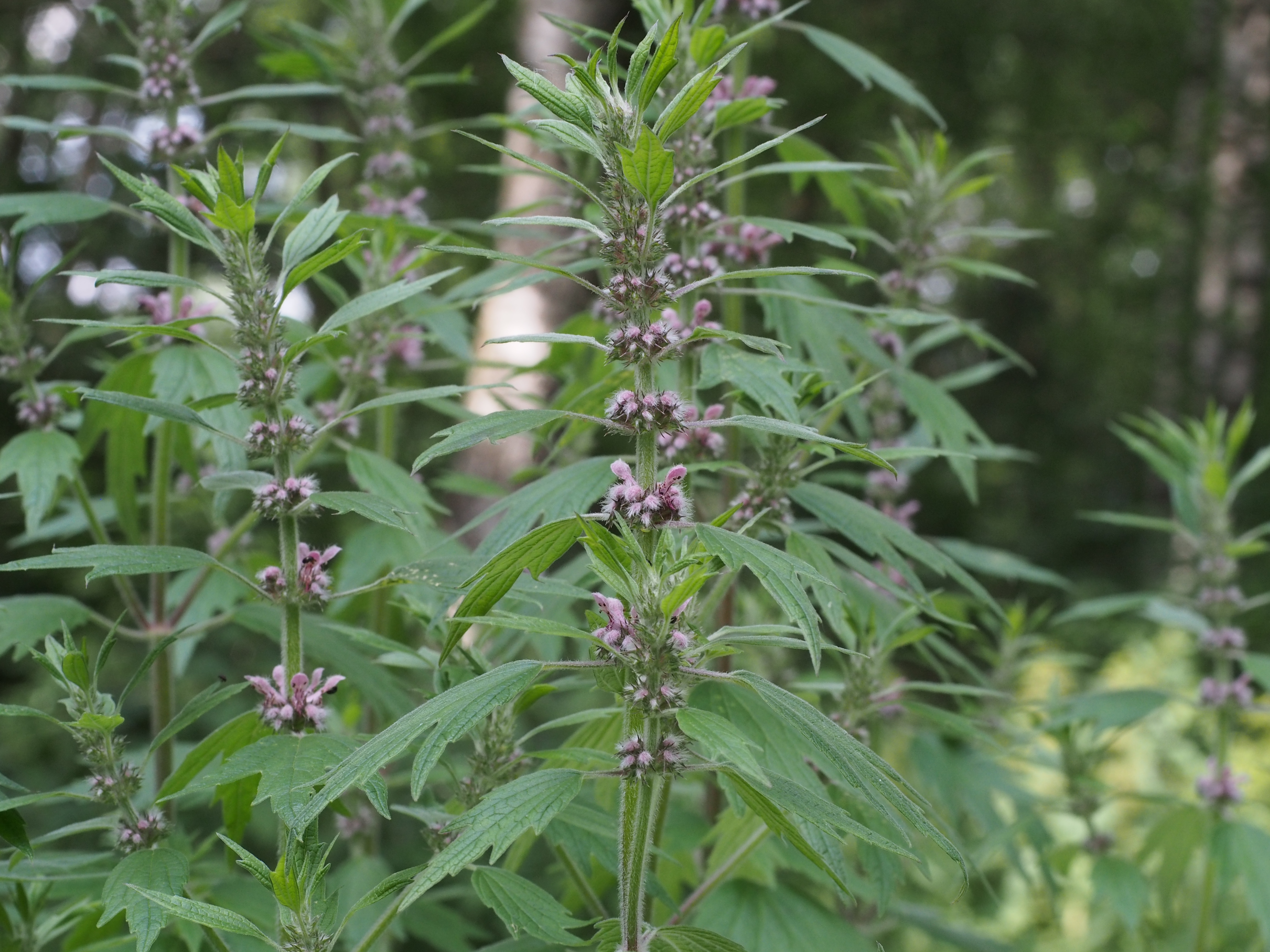
Bestand des Echten Herzgespann

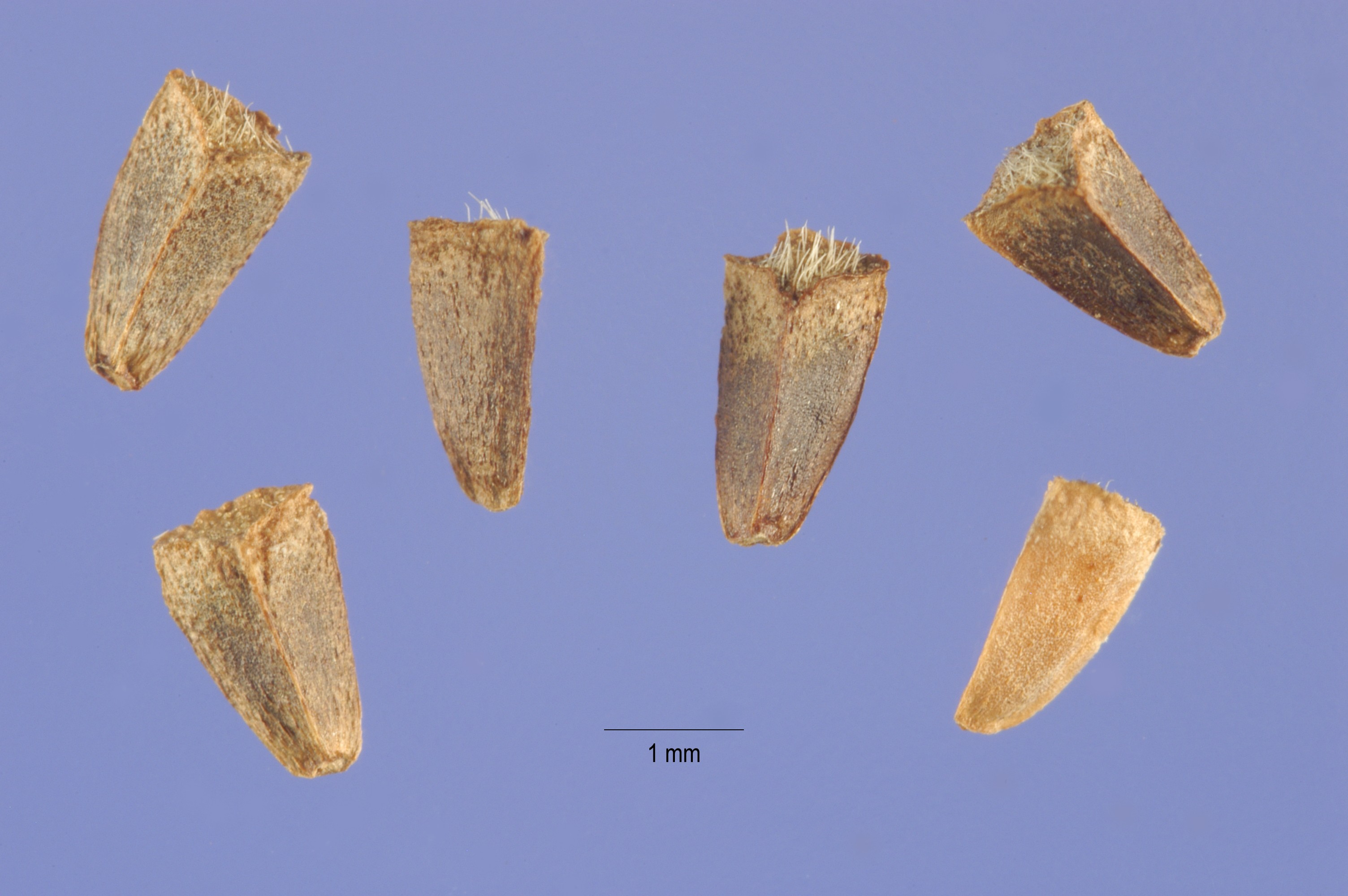
Nüsschen

### Vegetative Merkmale
Das Echte Herzgespann ist eine ausdauernde krautige Pflanze, die Wuchshöhen von 30 bis 120 Zentimetern erreicht. Der vierkantige Stängel ist hohl und außen behaart.
Die gegenständig am Stängel angeordneten Laubblätter sind in Blattstiel und Blattspreite gegliedert. Der Blattstiel ist 1 bis 4 Zentimeter lang. Die Blattspreite ist von mittelgrüner Farbe und an der Unterseite flaumig behaart. Die bei einer Länge von 6 bis 12 Zentimetern im Umriss handförmige Blattspreite ist in drei bis sieben Spalten geteilt. Der Spreitengrund ist herzförmig.  Die Spreite der oberen Blätter ist im Umriss dreilappig und am Grund keilförmig.

### Generative Merkmale
Die Blütezeit erstreckt sich von Juni bis September. In den oberen Blattachseln befinden sich 10 bis 20 Scheinquirle mehr oder weniger dicht übereinander. Die Scheinquirle weisen einen Durchmesser von 10 bis 15 Millimetern auf und enthalten viele Blüten.
Die zwittrigen Blüten sind zygomorph und fünfzählig mit doppelter Blütenhülle. Die fünf Kelchblätter sind zu einer 3 bis 5 Millimeter langen Kelchröhre verwachsen. Der trichterförmige, fünfnervige Kelch endet in fünf starren, dreieckigen, begrannten, auswärts gekrümmten Kelchzähnen. Die Blütenkrone ist mit einer Länge von 8 bis 12 Millimetern deutlich länger als der Kelch. Die rosafarbene bis cremeweiße Blütenkrone ist zweilippig. Die Kronröhre hat am Grund eine durch einen schief vorwärts geneigten Haarkranz überdachte Aussackung. Die Kronoberlippe ist helmförmig gebogen sowie außen behaart. Die dreiteilige Unterlippe besitzt eine bräunliche Zeichnung. Die zottig behaarten Staubblätter steigen unter der Oberlippe auf; die vorderen ragen kaum aus dem Kronschlund heraus.
Die hell-braunen Nüsschen sind bei einer Länge von etwa 2,5 Millimetern tetraedrisch, vorn gestutzt und hier behaart.
Die Chromosomenzahl beträgt 2n = 18.

## Ökologie
Blütenbesucher sind Hummeln. Der Nektar wird auch oft von Ameisen geplündert.

## Vorkommen
Das Gewöhnliche Echte Herzgespann ist von Europa bis zum Iran verbreitet. In Nordamerika und Neuseeland ist es ein Neophyt. Das Zottige Echte Herzgespann kommt von der Krim bis zum Iran vor. In Europa hat die Art ursprüngliche Vorkommen in fast allen Ländern und fehlt nur in Portugal, Irland, Island und Moldau. In Spanien und Großbritannien kommt sie nur eingeschleppt vor.
In Deutschland ist das Echte Herzgespann gebietsweise im Rückgang begriffen. In Baden-Württemberg gilt es sogar als stark gefährdet.
Das Echte Herzgespann gedeiht auf stickstoffreichen, frischen, mild-neutralen, locker-humosen Lehm- oder Tonböden in staudenreichen Wildkrautfluren, vor allem in Dörfern, an Mauern und Zäunen. Es ist in Mitteleuropa eine Charakterart der Assoziation Löwenschwanz-Schwarznessel-Flur (Leonuro-Ballotetum nigrae) im Verband der Klettengesellschaften (Arction lappae). Es steigt im Kanton Wallis vereinzelt bis in einer Höhenlage von 1290 Meter, im Unterengadin bis 1500 Meter auf.
Die ökologischen Zeigerwerte nach Landolt et al. 2010 sind in der Schweiz: Feuchtezahl F = 2+ (frisch), Lichtzahl L = 4 (hell), Reaktionszahl R = 4 (neutral bis basisch), Temperaturzahl T = 4+ (warm-kollin), Nährstoffzahl N = 5 (sehr nährstoffreich bis überdüngt), Kontinentalitätszahl K = 4 (subkontinental).

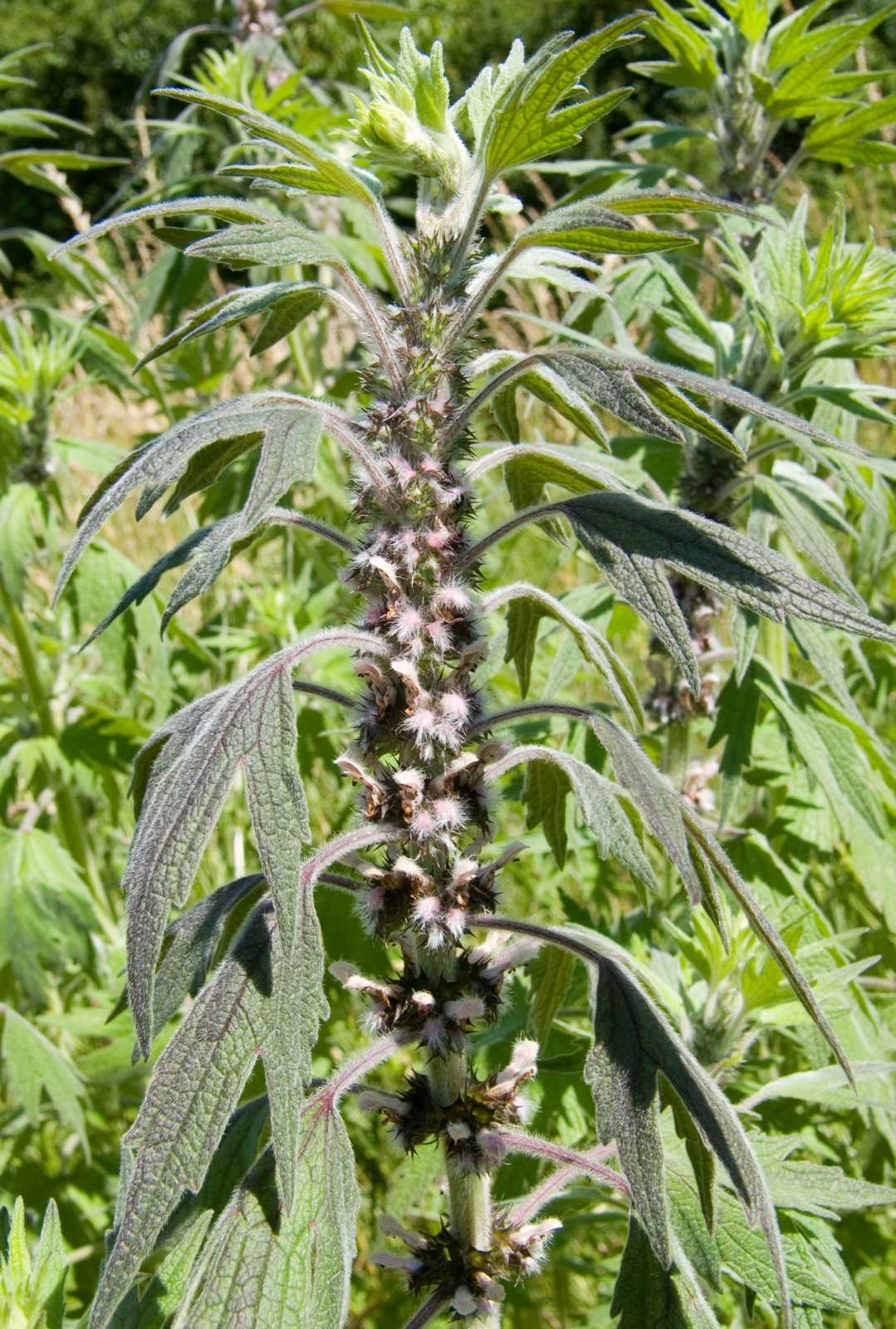
Zottiges Echtes Herzgespann (Leonurus cardiaca subsp. villosus)

## Systematik
Die Erstveröffentlichung von Leonurus cardiaca erfolgte 1753 durch Carl von Linné in Species Plantarum, Tomus II, Seite 584. Das Artepitheton cardiaca leitet sich vom griechischen Wort kardia (καρδία) für „Herz“ ab und bezieht sich auf die Verwendung bei Herz-Krankheiten.
Bei einigen Autoren gibt es etwa zwei Unterarten, die von manchen Autoren als Arten angesehen werden:
- Leonurus cardiaca subsp. cardiaca: Die Blütenkrone ist 9 bis 10 Millimeter lang; alle Stängelblätter sind nur dreispaltig.[7]
- Zottiges Echtes Herzgespann (Leonurus cardiaca subsp. villosus (Desf. ex d'Urv.) Hyl., Syn.: Leonurus villosus Desf. ex d’Urv., Leonurus quinquelobatus Gilib.): Bei dieser Art sind die Stängel dicht abstehend zottig und mit 1 bis 2 Millimeter langen Haaren besetzt. Die Laubblätter sind dicht und weich behaart. Wenigstens einige Stängelblätter sind fünflappig.[7] Die Blütenkrone ist 11 bis 12 Millimeter lang. Diese Unterart wird auch als Zierpflanze verwendet und von Imkern als Bienenfutterpflanze genutzt. Sie ist im Gebiet zwischen der Krim und dem nordwestlichen Iran beheimatet und tritt in Mitteleuropa als Neophyt auf.

## Inhaltsstoffe
Inhaltsstoffe des Echten Herzgespanns sind im Wesentlichen  Iridoidglykoside (wie Ajugol, Ajugosid, Galiridosid) und Flavonoide (Rutosid, Quercitrin, Hyperosid). Ferner enthält Herzgespann Bitterstoffe vom Diterpentyp (Labdanditerpene und Diterpenlactone (Leocardin)), Betaine (Stachydrin), phenolische Substanzen (15 wurden gefunden) und Hydroxyzimtsäuren (10 wurden gefunden, darunter Chlorogensäure, Rosmarinsäure, Kaffeesäure und Kaffeesäurerutinosid), außerdem geringe Mengen ätherisches Öl. Auch Leonurin, Cholin und Ursolsäure wurden nachgewiesen.:89

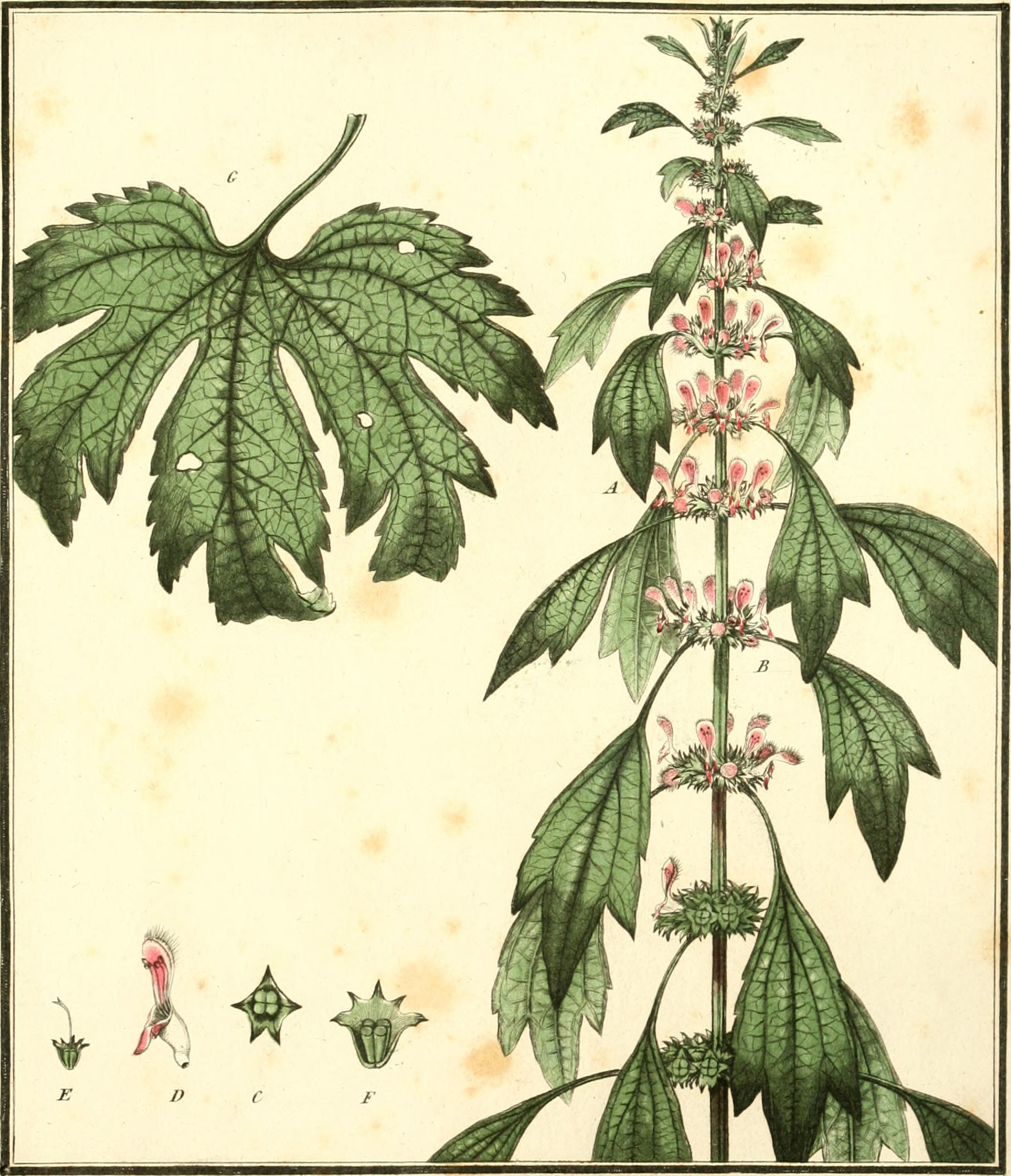
Illustration aus Herbier de la France; ou, Collection complette des plantes indigenes de ce royaume; avec leurs proprits, et leurs usages en medecine, 1787

## Nutzung
Das Echte Herzgespann war früher eine Zierpflanze und Nutzpflanze des Bauerngartens.

### Verwendung in der Küche
Herzgespann ist kein typisches Gewürzkraut. Man soll jedoch mit frischen oder getrockneten Blättern Linsen- und Erbsensuppe würzen können. Früher wurde es auch zum Würzen des Bieres verwendet.

### Verwendung in der Heilkunde
Drogenauszüge aus den oberirdischen Pflanzenteilen (Kraut) vom Echten Herzgespann werden bei nervösen Herzbeschwerden eingesetzt sowie zur unterstützenden Behandlung der Schilddrüsenüberfunktion. In der Volksmedizin wird das Herzgespannkraut aufgrund der ihm nachgesagten spasmolytischen, sedierenden, blutdrucksenkenden und uteruskontrahierenden Wirkungen bei Verdauungsbeschwerden, Wechseljahresbeschwerden und auch als Beruhigungsmittel verwendet, ferner bei Asthma bronchiale und ausbleibender Menstruation.:89–91 Herzgespannextrakt gilt als Tonikum in den Wechseljahren und bei Herzschwäche.
Die Grundlagenforschung am isolierten Tierherz durch Rauwald und Dhein belegt, dass die Wirkstoffe des Herzgespanns die Menge des Blutes steigern, das den Herzmuskel versorgt (den Koronarfluss), wodurch das Herz besser versorgt wird. Zugrunde liegt ein calciumantagonistischer Wirkmechanismus, welcher zu einer Blutdrucksenkung sowie zur Verlangsamung der Herzfrequenz und so zur Entlastung des Herzens führt. Welche Stoffe genau diese Wirkungen hervorrufen und ob diese einzeln oder nur in ihrem Zusammenspiel helfen, war zum Zeitpunkt dieser Studie noch offen und bedarf der weiteren Forschung.
Es ist umstritten, ob diese Pflanzenart bereits in der Antike verwendet wurde. Sicher ist man sich dagegen, dass sie in Mitteleuropa im späten Mittelalter und der frühen Neuzeit Verwendung fand. Schon in einem der ersten gedruckten, dem in deutscher Sprache verfassten Kräuterbuch Gart der gesuntheit (1485), wird es Cordiaca genannt und bei Magendrücken und Herzbeschwerden empfohlen.:76 Paracelsus und Leonhart Fuchs meinen, in Wein eingelegtes Herzgespann helfe gegen zu starkes Herzklopfen sowie gegen Krämpfe und Lähmung der Gliedmaßen, in letzterem Fall auch als warme Kompresse. Ein wässriger Dekokt aus Herzgespann sei hilfreich bei Epilepsie. Herzgespann wirke auch diuretisch und führe die ausbleibende Menstruation herbei. Das 1554 erschienene Cruyede boeck von Rembert Dodoens empfiehlt eine in Wein gesottene Zubereitung des Herzgespanns gegen Schwermut und zur Herzstärkung, ein destilliertes Mazerat aus Wein bei Herz- und Menstruationsbeschwerden.:82–83
Nicholas Culpeper schreibt in Herbal (1652), dass Herzgespann ein fröhliches Gemüt verleihe, indem es melancholische Dämpfe vertreibe und das Herz stärke. Er empfiehlt Herzgespannpulver in Wein bei Schwangerschaftsbeschwerden.:86
Hypotensive und uteruskontraktive Wirkungen wurden gezeigt.
In der Homöopathie wird Herzgespann gemäß dem homöopathischen Arzneimittelbild angewendet.

## Herzgespann im Aberglauben
Nach Bocksch gab es in Mecklenburg einen volkstümlichen Heilzauber, bei dem Herzgespann in einer Kanne Bier zum Sieden gebracht und gegen Geschwülste eingesetzt wurde.